# Sven Caspersson Wijkman
Sven Caspersson Wijkman, född 19 januari 1754 i Östervåla församling, Västmanlands län, död 9 februari 1839 i Västerås domkyrkoförsamling, Västmanlands län, var en svensk biskop och politiker.
Han blev teologie professor vid Uppsala universitet 1795, teologie doktor 1800, kyrkoherde i Simtuna socken 1805, domprost i Västerås 1819 och biskop där 1825.
Sven Wijkman spelade en framträdande roll i prästståndet vid riksdagarna 1800–30 som liberal. Han var son till Casper Wijkman.